# Jules Van den Heuvel

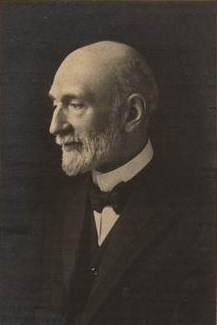
Jules Van den Heuvel

Jules Norbert Marie Van den Heuvel (Gent, 16 november 1854 - aldaar, 22 oktober 1926) was een Belgisch advocaat, journalist, hoogleraar aan de Katholieke Universiteit Leuven, minister voor de Katholieke Partij en diplomaat.

## Biografie
Jules Van den Heuvel promoveerde tot doctor in de rechten en tot doctor in de politieke en bestuurlijke wetenschappen aan de Rijksuniversiteit Gent. Vervolgens studeerde hij in buitenlandse steden, waaronder Parijs, Berlijn, Rome en Londen. In Londen bestudeerde hij de werking van het gerecht.
Na zijn terugkeer naar België in 1879 schreef zich als advocaat in bij de balie van Gent. Tijdens de Eerste Schoolstrijd schreef hij onder een schuilnaam ook artikelen in het katholieke weekblad L'Impérial, waarin hij de vrijheid van onderwijs en van vereniging verdedigde. In 1883 werd hij benoemd tot hoogleraar aan de Katholieke Universiteit Leuven.
Van 1899 tot 1907 was hij minister van Justitie in de regering-De Smet de Naeyer II. Na zijn ministeriële loopbaan werd hij actief in de diplomatie en werd door België afgevaardigd bij de Vredesconferenties van Den Haag. Tijdens de Eerste Wereldoorlog volgde hij de Belgische regering naar Le Havre en werd in 1915 benoemd tot ambassadeur bij de Heilige Stoel. Na het einde van de Eerste Wereldoorlog was hij samen met Paul Hymans en Emile Vandervelde de Belgische vertegenwoordiger bij de onderhandelingen voor het Verdrag van Versailles.
Tevens was Van den Heuvel actief als industrieel, onder andere als voorzitter van de beheerraad van de Compagnie belge maritime du Congo en beheerder van de Société anonyme de la Lys.
Van den Heuvel trouwde in 1886 in Gent met Augusta Cruyt (1862-1933), dochter van Alexandre Cruyt, advocaat en volksvertegenwoordiger. Hun dochter Suzanne trouwde met Paul Struye, advocaat, hoogleraar, minister en voorzitter van de Senaat.

## Eerbetoon
- In 1907 werd hij benoemd tot minister van Staat.
- In 1908 werd hij verkozen tot corresponderend lid en in 1919 tot effectief lid van de klasse der Letteren en der Morele en Politieke Wetenschappen van de Koninklijke Academie van België.
- Hij was doctor honoris causa van de Universiteit van Nancy en de Sorbonne-universiteit.

## Publicaties (selectie)
- De la situation légale des associations sans but lucratif en France et en Belgique, Brussel, Larcier, 1884.
- De la révision de la Constitution belge, Brussel, Société belge de librairie, 1892.
- Manuel pratique des sociétés mutualistes, Brussel, Société belge de librairie, 1895.
- Le droit maritime, 5 vol., Brussel, Larcier, 1910-1914.
- Het schenden van de Belgische neutraliteit, 's-Gravenhage, Martinus Nijhoff, 1915.
- Berichte über die Verletzung des Völkerrechts in Belgien, Parijs, Berger-Levrault, 1915.